# Tècnica de construcció dels obeliscs a l'antic Egipte

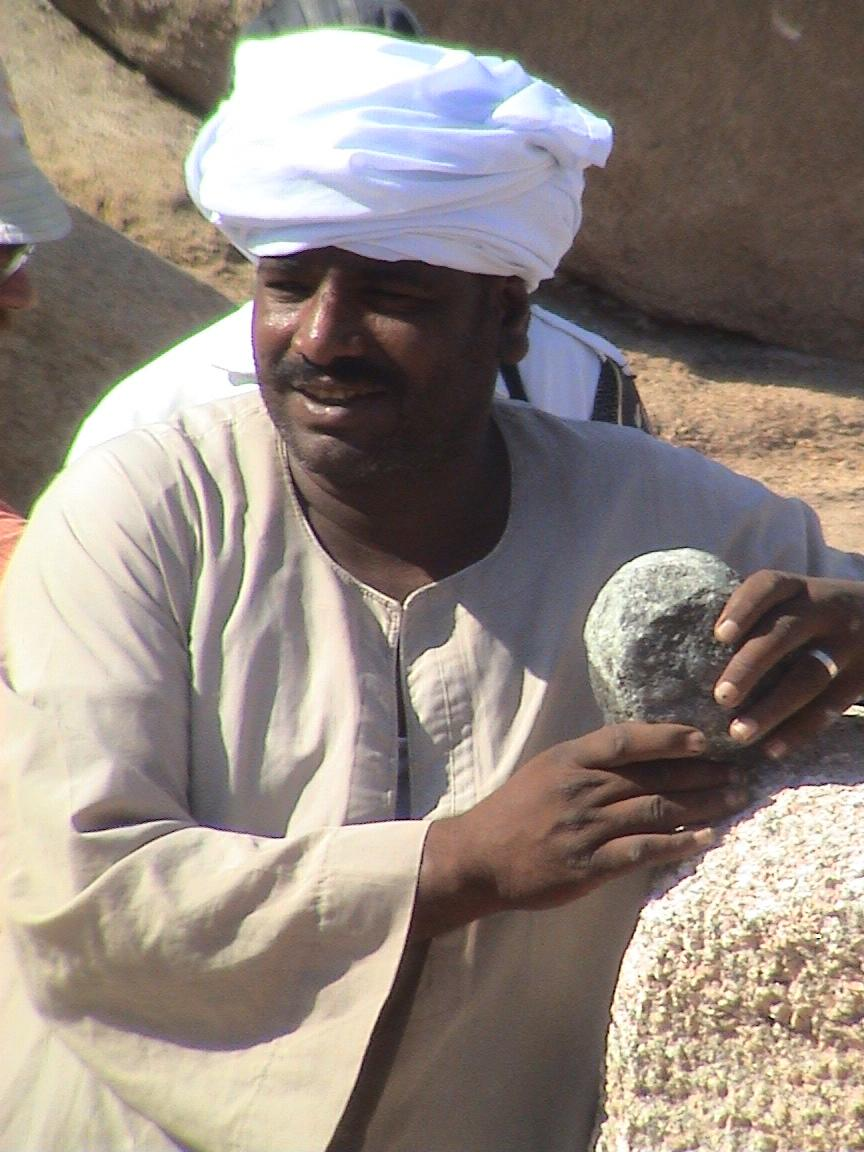
Un egipci actual suggereix l'ús de boles de diorita com a eines de tallat pel granit, a Assuan; un mètode sovint repetit però no provat científicament

La tècnica de construcció dels obeliscs a l'antic Egipte és un assumpte arqueològic que en l'actualitat s'entén bastant bé. Els obeliscs egipcis són prims pilars de pedra de secció quadrada, que s'utilitzaven per motius ornamentals en els temples, amb connotació religiosa o sociopolítica. Estan fets generalment de granit que prové de les ben conegudes pedreres que es troben a prop de les ribes del Nil, principalment a la regió d'Assuan. En una pedrera en aquesta àrea, la pedrera del del nord, que ara és un museu a l'aire lliure, es troba el famós obelisc inacabat d'enormes proporcions. Va ser parcialment excavat a la roca, però la part inferior està encara unit a la terra. Quan es va trencar, es va intentar sense èxit obtenir obeliscs més petits. Per bé que és una simple excavació, es van deixar marques que ens han permès comprendre la tècnica d'extracció utilitzada.

## Procediment d'extracció

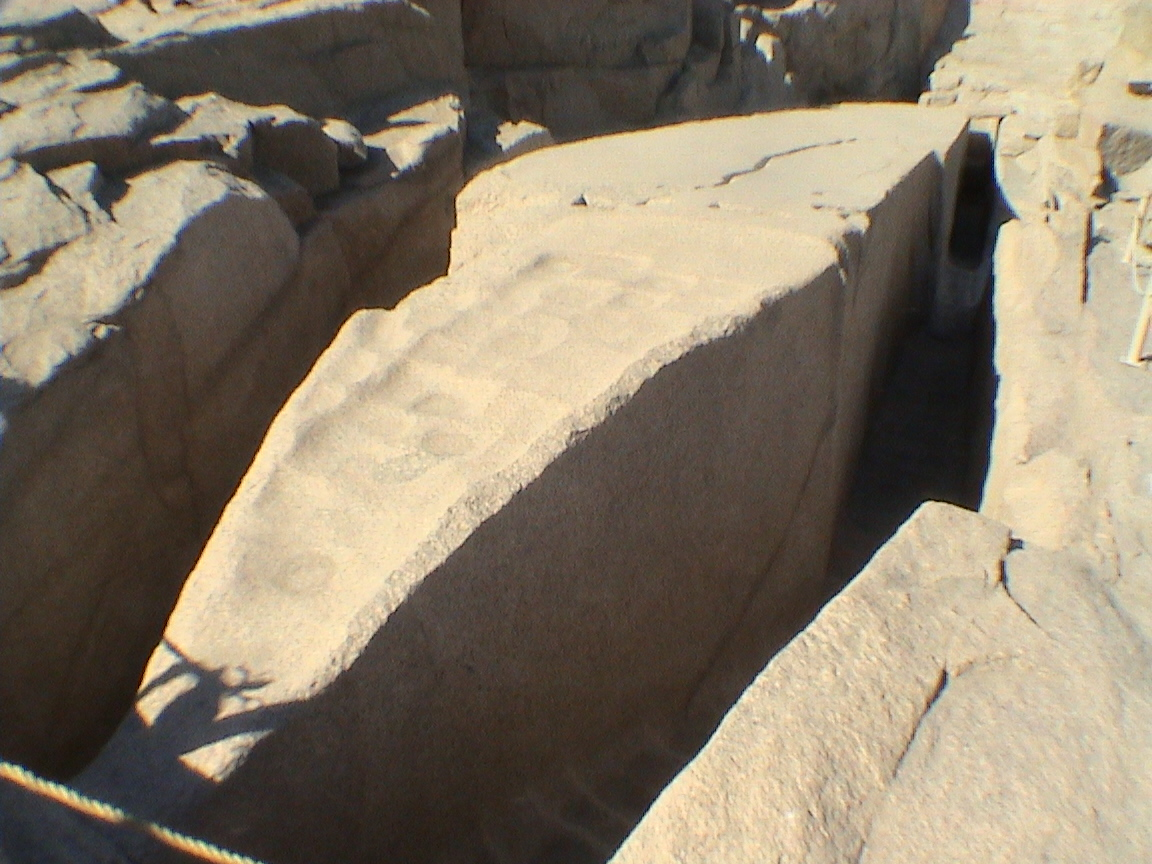
Part superior de l'obelisc inacabat amb les marques que mostren l'ús de boles rodones de diorita com a eines d'excavació

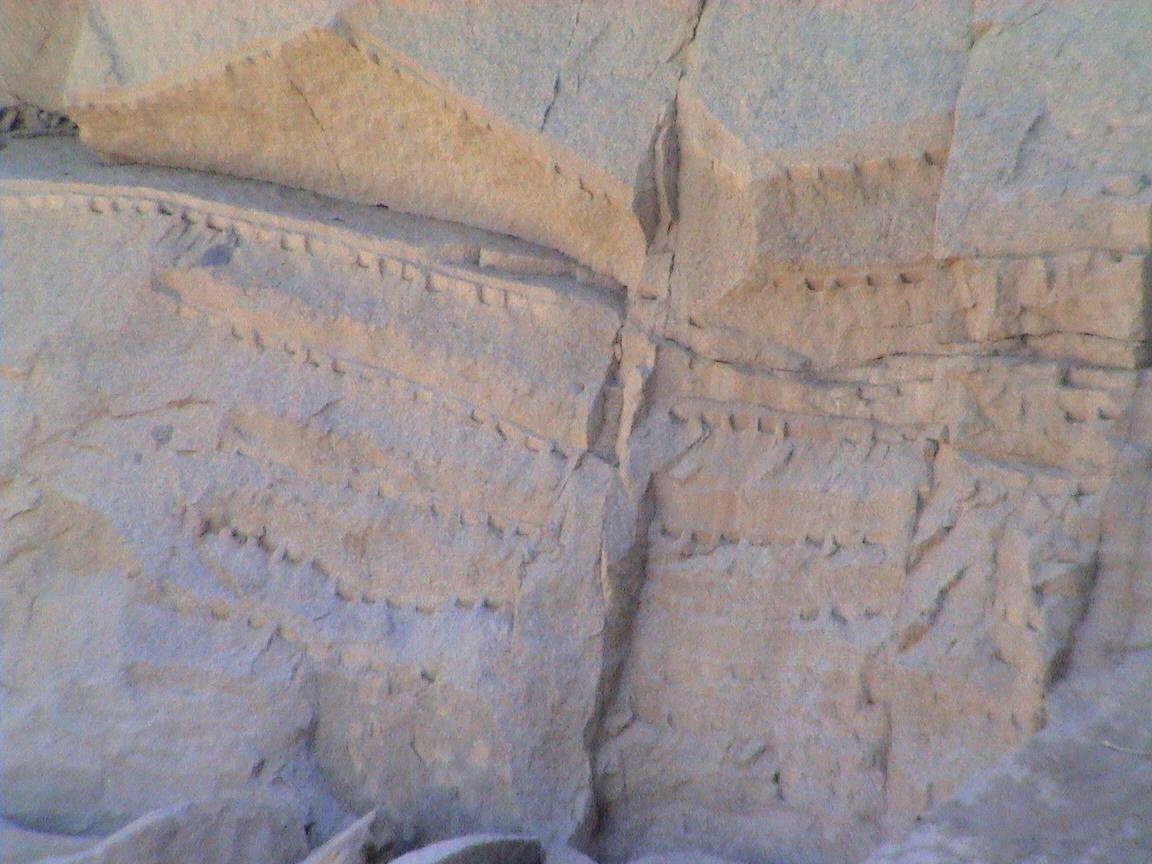
Marques simètriques de l'excavació de l'obelisc inacabat, que mostren com es van omplir els forats amb fusta per separar les peces de pedra de la base

L'excavació s'efectuava al granit directament sobre la superfície de la pedra a terra, tallant els quatre costats. Sabem que les eines utilitzades per tallar el granit eren petites boles de diorita. Un cop tallats els costats tallats, la pedra se separava del terra. Es van fer una sèrie de perforacions, sempre amb eines de la diorita. Els obeliscs fets de roca més suau, i no de granit, com les d'arenisca, van ser tallades amb cisells de fusta. Aquests forats s'omplien a continuació amb fusta, i després se saturaven d'aigua. Les petites peces de fusta, que s'expandien a causa de la humitat, esmicolaven la roca present entre els diferents forats, i separaven així la pedra de la roca mare. Molts residus que es quedaren als llits rocosos i mesuren gairebé la grandària de molts obeliscs famosos (com l'Agulla de Cleòpatra han permès entendre que es van extreure d'aquesta pedrera.

## L'erecció dels obeliscs
Els grans obeliscos, com els erigits per Tuthmosis III en general es van aixecar per equips de treballadors, probablement obrers o pagesos jubilats. Aquestes estructures van ser alçades amb gruixudes cordes lligades als extrems de l'obelisc.